# 裸民國
裸民國是《淮南子》所記海外三十六國之一，其民稱作裸國民，國內其人皆不穿衣服。

## 記載
據《呂氏春秋》所記大禹到裸國中，順應風俗，脫了衣服才進到國中，出來才穿回衣服。據《三國志·魏志倭人传》记载，距邪马台国四千餘里處存在裸國。